# Ide
Ide – wieś i civil parish w Anglii, w Devon, w dystrykcie Teignbridge. W 2011 civil parish liczyła 526 mieszkańców. Ide jest wspomniana w Domesday Book (1086) jako Ide/Ida.